# Ctenis
Ctenis è un genere di foglie fossili prodotte da membri delle Cycadales, ed è uno dei generi più comuni di questo gruppo nel Mesozoico.

## Tassonomia
Il genere fu eretto da Lindley e Hutton nel lavoro "The fossil flora of Great Britain",, e fu basato su materiale di Ctenis falcata dal Giurassico dello Yorkshire. Questa specie fu sinonimizzata con Cycadites sulcicaulis, generando la nuova combinazione Ctenis sulcicaulis. Successivamente, Seward, Florin, e Harris aggiunsero i dettagli della cuticola e altri dettagli morfologici alla diagnosi del genere.
Poiché le foglie di Ctenis possiedono caratteri sconosciuti in tutte le Cycadales viventi, si pensa che Ctenis appartenga a un gruppo estinto e distinto dalle Cycadales moderne; un'analisi del 2023 ha rilevato che il genere era parafiletico rispetto a Dioonopsis e Pterostoma, e questo gruppo è stato suggerito essere il 'sister group' delle Cycadaceae, da cui si sono separate nel Permiano.

## Descrizione
Le foglie di Ctenis sono pinnate, e le pinne hanno multiple vene parallele con molte anastomosi (i.e. fusioni tra vene adiacenti). La cuticola di Ctenis presenta stomi con apertura disposta casualmente, e l'apparato stomatico presenta spesso un anello di cuticola che circonda la cavità stomatica. La superficie esterna della cuticola è spesso striata.

## Distribuzione
Anche se foglie attribuibili a Ctenis sono state ritrovate nel Permiano Superiore della Giordania, Ctenis diventa più comune dal Triassico Superiore. Nel Giurassico, molte specie di Ctenis sono state ritrovate in Europa, America del Nord, e Asia. Nel Cretaceo Inferiore, Ctenis è ancora presente in Europa (i.e. nel Wealden) e Asia, ma dal Cretaceo Superiore trova rifugio nelle latitudini elevate della zona Siberiana n e in Nord America, e in latitudini elevate in Australia. Gli ultimi membri del genere sono stati ritrovati nell'Eocene del Nord America.

## Paleoecologia
Non molto è noto dell'ecologia delle piante che producevano Ctenis. Tuttavia, nella località Big Cedar Ridge nel Wyoming (Campaniano), Ctenis è stato ritrovato nella zona umida insieme a felci delle Dipteridaceae, Gleicheniaceae, e Matoniaceae. Questo sembra suggerire che almeno alcuni membri del genere Ctenis abitavano ambienti umidi con suoli torbosi.